# Dura basistriga
Dura basistriga är en fjärilsart som beskrevs av James John Joicey och Talbot 1917. Dura basistriga ingår i släktet Dura och familjen tofsspinnare. Inga underarter finns listade i Catalogue of Life.